# Gustavo Díaz Ordaz (municipalité)
La municipalité de Gustavo Díaz Ordaz  est l'une des 43 municipalités de l'État de Tamaulipas, et est située dans la partie nord de cet État. Située à l'ouest du golfe du Mexique, elle appartient au bassin versant du fleuve Río Grande, qui marque la frontière entre les États-Unis et le Mexique. Elle est également limitrophe au sud de l'État mexicain de Nuevo León. Son chef-lieu est la ville de Ciudad Gustavo Díaz Ordaz. Elle dépend de la région Norte, qui est une des 6 subdivisions administratives de l'État de Tamaulipas.

## Géographie
La municipalité de Gustavo Díaz Ordaz se trouve dans la plaine alluviale du fleuve Río Grande, avec une altitude oscillant entre 50 et 200 mètres. Elle est traversée par un affluent du Río Grande, nommé Arroyo Santa Gertrudis. Son chef-lieu, la ville de Ciudad Gustavo Díaz Ordaz, se trouve dans la partie nord de son territoire, légèrement en retrait quant au Río Grande, nommé au Mexique Río Bravo, à une altitude de 68 mètres. Son territoire couvre une superficie de 394,86 km², et était peuplé en 2020 de 15 677 habitants.
Cette municipalité dépend de la région Norte, appelée aussi Región Fronteriza, qui est une des 6 subdivisions administratives de l'État de Tamaulipas, et regroupe les municipalités de Nuevo Laredo, Guerrero, Mier, Miguel Alemán, Camargo, Gustavo Díaz Ordaz, Reynosa, Río Bravo, Valle Hermoso et Matamoros.
Elle est limitrophe au nord, aux États-Unis, des comtés texan d'Hidalgo et de Starr, à l'ouest, dans l'État de Tamaulipas, de la municipalité de Camargo, au sud, dans l'État de Nuevo León, de celle de General Bravo, et à l'est, à nouveau dans l'État de Tamaulipas, de celle de Reynosa.

## Composition et démographie
La municipalité était composée en 2010 de 242 localités.
| Localité                            | Population |
| ----------------------------------- | ---------- |
| Ciudad Gustavo Díaz Ordaz           | 10 978     |
| Valadeces                           | 2 043      |
| Venecia                             | 385        |
| General Lucio Blanco (Lucio Blanco) | 365        |

En plus de l'espagnol, plusieurs langues amérindiennes sont parlées dans la municipalité, dont les principales sont par ordre d'importance : le huastèque, le nahuatl, le zapotèque et le totonaque.

## Histoire
La municipalité de Gustavo Díaz Ordaz est créée en mars 1968, et porte le nom du président du Mexique alors en exercice, Gustavo Díaz Ordaz.